# Magyarszentbenedek

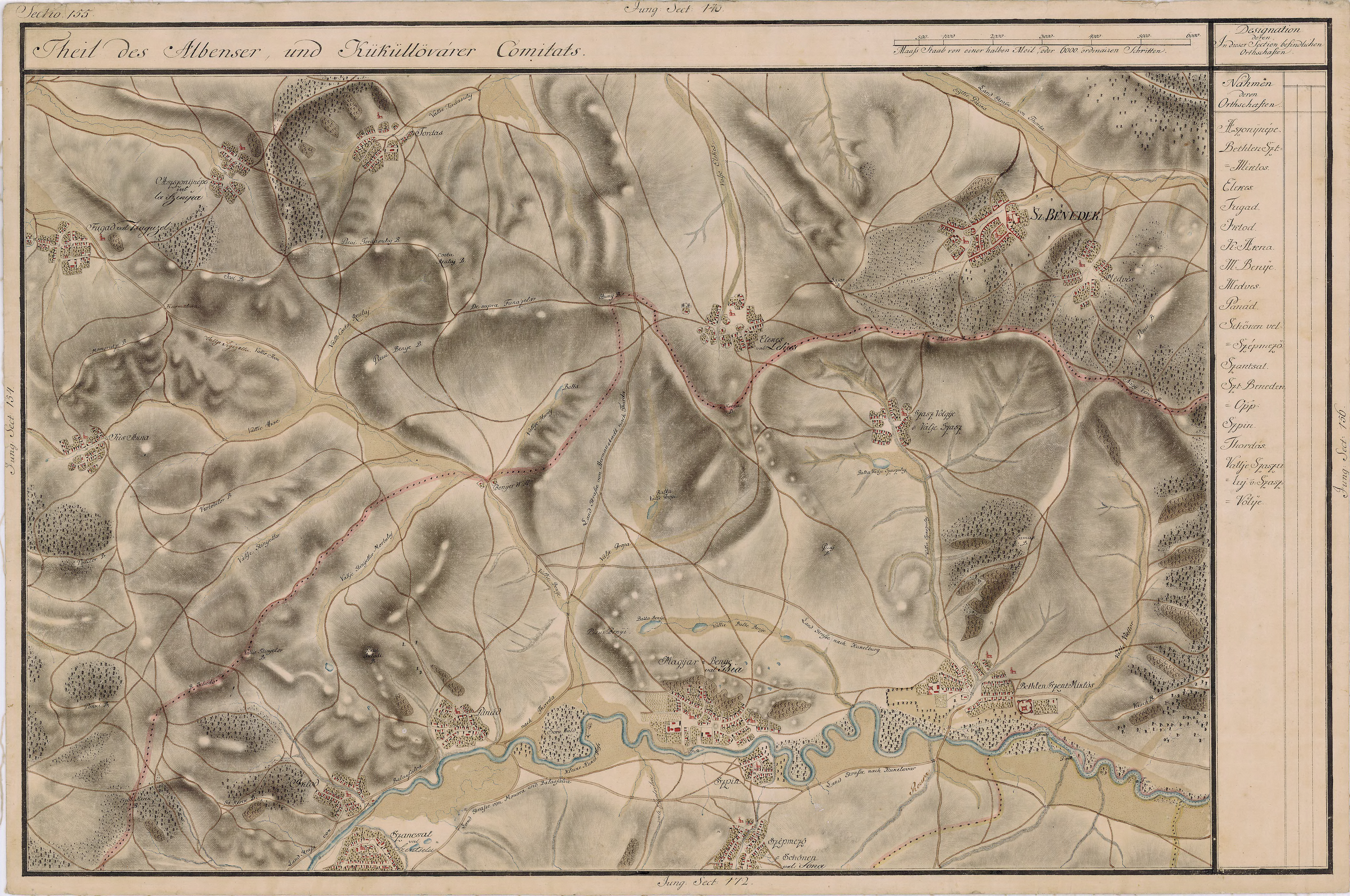
Magyarszentbenedek környéke 1770 körül

Magyarszentbenedek település Romániában, Fehér megyében.

## Fekvése
A Küküllő menti dombságon, Nagyenyedtől keletre, Magyarforró, Gombostelke és Elekes közt fekvő település.

## Nevének eredete
Nevét Szent Benedek tiszteletére emelt templomáról kapta.

## Története
Magyarszentbenedek nevét 1332-ben említette először oklevél S. Benedicto néven.
1332-ben már állt plébánia temploma is. Albert nevű papja a pápai tizedjegyzék szerint 7 liliomos-, és 4 közönséges dénárt fizetett.
1339-ben a Szentbenedeki nemesek birtokát Gambuc mentálisában említették.
1458-ban A Csesztveiek és Csekelaki Lukács részbirtoka volt.
1461-ben Mócsi Miske fia Balázs és felesége is birtokosok itt, akik ez évben Szentmiklósi Dorottyának hitbért fizettek az itteni birtokból.
1469-ben Zentbenedeki Dénest írták birtokosául.
1809-ben 886 lakosa volt, melyből 559 román, 153 magyar volt.
1888-ban Alsó-Fehér vármegye Marosújvári járásához tartozott.
1910-ben 979 lakosa volt, melyből 338 magyar, 640 román, ebből 206 görögkatolikus, 212 református, 435 görögkeleti ortodox volt.
1913-ban neve Magyarszentbenedek.

## Nevezetességek
- Unitárius temploma – a 14. században épült, melyet a 16. században gótikus stílusban építették át. Téglalap alaprajzú hajójához nagyméretű, sokszögzáródású szentély kapcsolódik. Diadalíve félköríves záródású.

Tornyát 1746-ban a nyugati homlokzathoz építették, mai formáját az 1822 évi átalakításkor nyerte el. 
Hajójának és mennyezetének festett kazettái 1702-ben készültek, Búza Mihály festőasztalos munkái.
A 151 táblából álló mennyezet tábláiból 13 feliratos, 30 figurális, míg a többi virág ornamentikus díszítésű.
- Görögkatolikus templom
- 18. századi ortodox fatemplom

## Híres szülöttei
- Vincze Árpád néptáncos – 2001-ben elnyerte a Népművészet táncmestere díjat.